# Austrolimnius brunneus
Austrolimnius brunneus là một loài bọ cánh cứng trong họ Elmidae. Loài này được Jäch miêu tả khoa học năm 1985.